# Teko Modise
Teko Tsholofelo Modise (Soweto, 22 december 1982) is een Zuid-Afrikaans betaald voetballer die bij voorkeur op het middenveld speelt. Hij tekende in 2011 bij de Mamelodi Sundowns, dat hem overnam van Orlando Pirates FC. In mei 2007 debuteerde hij in het nationale team van Zuid-Afrika, waarvoor hij sindsdien meer dan vijftig interlands speelde.
Modise speelde op het WK 2010 zowel het eerste groepsduel tegen Mexico (1-1) als het tweede tegen Uruguay (0-3 verlies) van begin tot eind. In het derde tegen Frankrijk (1-2 winst) viel hij in de 68e minuut in voor Thanduyise Khuboni.